# Фалеро, Луис Рикардо
Луис Рикардо Фалеро (1851 — 7 декабря 1896) — испанский живописец. Специализировался на изображениях обнажённых женщин с элементами фантазии, мифологии, ориенталистики. Чаще всего писал маслом на холсте. За границей именовал себя вымышленным титулом герцога Лабрансано.

## Биография
Фалеро родился в Гранаде в состоятельной буржуазной семье. Первоначально хотел сделать карьеру в испанском флоте, но бросил её, к разочарованию родителей. Пешком добрался до Парижа, где изучал искусство, химию и машиностроение. Эксперименты, которые ему приходилось проводить при изучении двух последних дисциплин, оказались настолько опасны, что он решил сосредоточиться на живописи. Брал уроки у Габриэля Феррье.
После Парижа учился в Лондоне, где он в конце концов обосновался. Фалеро проявлял особый интерес к астрономии и изображал небесные созвездия на многих его произведениях, таких как «Свадьба Кометы» и «Звезды-близнецы». Его интерес и знания в области астрономии сделали его иллюстратором весьма тогда популярных и востребованных трудов Камилла Фламмариона.
В 1896 году, в год его смерти, Мод Харви подала в суд на Фалеро с целью признания отцовства. В иске говорилось о том, что Фалеро соблазнил Харви, когда ей было 17 лет, когда она работала сначала его домработницей, а затем моделью (в частности, для картины «Токайское вино»). Когда он обнаружил, что она была беременна, он уволил её. Мод Харви выиграла дело и суд присудил ей алименты в размере пяти шиллингов в неделю.
Фалеро скончался в больнице Университетского колледжа в Лондоне в возрасте 45 лет.
- Фиеста в таверне (1880)
- Фея под звёздным небом
- Нимфа (1892)

- Позирование (1879).
- Ведьмин шабаш (1878).
- Фея лилий (1888).
- Токайское вино (модель — Мод Харви)
- Восточная красотка
- Нимфа луны (1883)
- Фаворитка
- Праздник ведьм (1880)
- Ведьма на барабане (1882)
- Обольстительница (1878)
- Весы зодиака.
- Аллегория искусства (1892)